# Andcompany & Co.
Andcompany & Co. (eigene Schreibweise andcompany&Co.) ist ein postdramatisches Theater/Performance-Kollektiv, das 2003 von Alexander Karschnia, Nicola Nord und Sascha Sulimma gegründet wurde. Vom postdramatischen Theater beeinflusst behandeln ihre Arbeiten häufig historisch-politische Themen in zeitgenössischer popkultureller Form.

## Geschichte
Das &Co.-Kürzel soll auf die Offenheit des Kollektivs für neue Kollaborateure aus verschiedenen künstlerischen Disziplinen hinweisen. So stießen beispielsweise die Autorin Bini Adamczak, der Regisseur und Autor Joachim Robbrecht oder die bildenden Künstler Noah Fischer, Hila Peled und Jan Brokof hinzu.
Ihr erster Erfolg war das Stück little red (play): ‚herstory‘ im Jahr 2006. Es ist der erste Teil einer Trilogie über die Geschichte des „kurzen 20. Jahrhunderts“ (Eric Hobsbawm) zwischen Kommunismus und Antikommunismus. Der zweite Teil Time Republic wurde 2007 zur fünfzigsten Wiederkehr des Sputnikschocks uraufgeführt. Der dritte Teil trägt den Titel Mausoleum Buffo und wurde im Januar 2009 im „Jahr der Jubiläen“ (Novemberrevolution 1918/19, doppelte deutsche Staatsgründung 1949, Mauerfall 1989) im HAU 2 uraufgeführt und zum Theaterfestival Impulse 09 eingeladen. Für das Festival Theaterformen erarbeiteten sie 2009 mit 16 Jugendlichen einen „faulen Zirkus“: City Circus Zero Work. Ihr Stück West in Peace oder der letzte Sommer der Indianer bezeichnen sie selbst als „4. Teil“ ihrer Kommunismus-Trilogie, er handelt von „sozialistischen Cowboys“ und deutsch-deutschen Indianisten. Im Jahr 2010 erarbeiteten sie in Sao Paulo einen „brasilianisierten Brecht“ mit brasilianischen Performerinnen: FatzerBraz von Brecht&Co. Zu Jahresbeginn 2011 zeigten sie Pandaemonium Germanicum: Lenz im Loop, basierend auf der Genie-Satire von Jakob Michael Reinhold Lenz und dem Romanessay „Die Reise“ von Bernward Vesper. Für das Deutsche Theater Göttingen adaptierten sie die Filme Wir Wunderkinder und Zur Sache, Schätzchen für die Bühne. Mit Kindern erarbeiteten sie einen Fatzer für Kinder und das Stück Arche B. Als Kommentar zur Blackfacing Debatte erarbeiteten sie das Stück Black Bismarck über die unheimliche Gegenwart des Kolonialismus in Berlin Berlin-Konferenz. Ihre Musiktheaterstück Orpheus in der Oberwelt: Eine Schlepperoper behandelt die aktuelle Flüchtlingskrise und verortete sie am Fluss Evros, der Griechenland und die Türkei trennt. Hier schwamm Orpheus’ Kopf, nachdem die Erynnien ihn zerrissten hatten. Die Radio-Version wurde Hörspiel des Monats April 2014 und beim Festival Belluard in Fribourg live aufgeführt. Das in Zürich erarbeitete Stück Archipel Google: Big Dada Revue verbindet Dadaismus Cabaret Voltaire und „Dataismus“ Big Data.

## Arbeiten (Auswahl)

### Theater
- 2003 Souffleurs Du Mal –  Barbespielung, Künstlerhaus Mousonturm, Plateaux-Festival, Frankfurt/M.
- 2004 The Wherehouse – lecture performance in Kollaboration mit dem Raqs Media Collective – TAT (Theater am Turm), Frankfurt/M.
- 2005 europe an alien – Theaterperformance, UA Theater Gasthuis, Amsterdam (NL), Forum Freies Theater, Düsseldorf
- 2006 Kriegserklärung – lecture performance, Wörterbuch des Krieges, Muffathalle, München
- 2006 revolutionary timing – site-specific performance, AT&T building, NY (US)
- 2007 States of the Union: EURORA – artists in residency beim KunstenFESTIVALdesArts 07, Brüssel (B)
- 2008 Showtime: trial & terror – Performance, UA Staatstheater Stuttgart (DE)
- 2009 Mausoleum Buffo – Theaterperformance, UA Hebbel-am-Ufer 2, Berlin (DE)
- 2010 FatzerBraz – Theaterperformance, UA SESC Pompeia, Sao Paulo (BR)
- 2011 Pandämonium Germanicum: Lenz im Loop – Theaterperformance, UA Hebbel-am-Ufer 2, Berlin (DE)
- 2011 Fatzer für Kinder – Theaterperformance mit Kindern, UA Ringlokschuppen Ruhr, Mülheim (DE)
- 2012 Der (kommende) Aufstand nach Friedrich Schiller – UA Oldenburgisches Staatstheater, Oldenburg (DE)
- 2013 Zur Sache! – Theaterstück – UA Deutsches Theater Göttingen (DE)
- 2014 Der Fluch der Minerva oder die Schlaflosigkeit der Vernunft gebiert Ungeheuer – lecture-concert, Volksbühne, Berlin (DE)
- 2015 Archipel Google: Big Dada Revue – UA Theater am Neumarkt, Zürich (SW)
- 2016 Not my Revolution, if...: Die Geschichten der Angie O., UA HAU Hebbel am Ufer (HAU1), Berlin (DE)
- 2017 Die Wahlokratie: Fin de partie!, UA Staatsschauspiel Dresden, Dreikönigskirche (DE)
- 2018 Colonia Digital: The Empire Feeds Back!, UA HAU Hebbel am Ufer (HAU1), Berlin (DE)
- 2019 Fake Youth, UA Junges Schauspiel Hannover (DE)
- 2023 Land aller Kinder, Kampnagel, Hamburg (DE[1])

Hörspiele
- 2005 Off-Off-Tat, Radio X, Frankfurt/M.
- 2008 little red (play): ‚herstory‘, Deutschlandradio
- 2015 Orpheus in der Oberwelt: Eine Schlepperoper, WDR[2]
- 2016 WARPOP MIXTAKE FAKEBOOK VOLXFUCK PEACE OFF! Schland Of Confusion, WDR[3]

## Preise
- für little red (play): ‚herstory‘ den „favoriten 08“ des NRW-Kultursekretariats auf dem Festival favoriten 08 – Theaterzwang
- Orpheus in der Oberwelt: Eine Schlepperoper: Prix Europa 2015; Hörspiel des Monats April 2015[4]